# The Assassins (film)
Pour plus de détails, voir Fiche technique et Distribution.
The Assassins (铜雀台, Tong que tai, litt. « La Terrasse des moineaux de bronze ») est un film historique chinois réalisé par Zhao Linshan et sorti en 2012 en Chine. Il raconte les dernières années de la vie de Cao Cao, un puissant seigneur de guerre devenu le chef de facto de la Chine vers la fin de la dynastie Han, et les deux tentatives d'assassinat qu'il subit,.
Le titre original en chinois, « La Terrasse des moineaux de bronze », fait référence à la terrasse des oiseaux de bronze (en), une structure construite en 210 par Cao Cao dans la ville de Ye (actuelle Handan au Hebei).
Le film est projeté en avant-première au 11e Festival du film de Changchun et impressionne le public par sa précision et son attention aux détails historiques, à la fois en termes de scénario et de costumes.

## Synopsis
En Chine, à la fin des années 210, Cao Cao (Chow Yun-fat) défait Lü Bu et d'autres seigneurs rivaux et gagne la suprématie sur le nord et le centre de la Chine. En 216, il obtient le titre de roi vassal, le « roi de Wei », par l'empereur Xiandi (Alec Su (en)), le dirigeant Han qu'il contrôle. Il construit la terrasse des oiseaux de bronze (en) comme symbole de son pouvoir.
Lingju (Liu Yifei), la fille orpheline de Lü Bu et Diao Chan, est recrutée dans son enfance par les rivaux de Cao Cao pour être élevée comme une tueuse afin de l'assassiner. Elle rencontre Mu Shun (Hiroshi Tamaki), qui la protège pendant qu'elle s'entraîne et tombe amoureuse de lui. Tous deux parviennent progressivement à s'infilter dans la vie de la cour : Lingju est choisie par Cao Cao pour devenir l'une de ses maîtresses tandis que Mu Shun devient un eunuque de palais après avoir été castré.
Deux grandes tentatives d'assassinat ont lieu contre Cao Cao. La première est dirigée par l'impératrice Fu Shou (Annie Yi) et son père Fu Wan. Ce plan échoue et Cao Cao fait exécuter les conspirateurs, y compris l'impératrice, devant l'empereur Xiandi. La seconde est une révolte menée par le médecin impérial Ji Ben (en) et ses partisans, mais la rébellion est rapidement écrasée. Cao Cao soupçonne son fils Cao Pi d'être impliqué dans ces tentatives.
Mu Shun échoue lui aussi à assassiner Cao Cao, qui révèle qu'il savait depuis le début que Lingju prévoyait de le tuer. Il promet d'épargner la vie de Lingju mais en retour, Mu Shun doit se déguiser en Cao Cao afin de servir d'appât et est mortellement blessé par Lingju alors qu'il sort de la ville. Après avoir découvert le substerfuge, Lingju se suicide pour rejoindre Mu Shun dans la mort.

## Fiche technique
- Titre original : The Assassins
- Réalisation : Zhao Linshan
- Scénario : Wang Bin
- Photographie : Zhao Xiaoding
- Montage :	Cheng Long
- Musique : Mei Linmao et Lin Maoqing
- Production : Zhao Xiaoding
- Sociétés de production : Changchun Film Studio, My Way Film Company (en) et Beijing Enlight Pictures Limited
- Pays d'origine :  Chine
- Langue originale : mandarin
- Genre : film historique
- Durée : 107 minutes
- Dates de sortie :
  -  Chine : 26 septembre 2012
  -  Hong Kong et  Singapour : 27 septembre 2012
  -  Japon : 22 mars 2014

## Distribution
- Chow Yun-fat : Cao Cao
- Liu Yifei : Lingju/Diao Chan
  - Zhang Zimu : Lingju (jeune)
- Hiroshi Tamaki : Mu Shun
  - Liu Jieyi : Mu Shun (jeune)
- Alec Su (en) : L'empereur Han Xiandi
- Annie Yi : L'impératrice Fu Shou
- Qiu Xinzhi : Cao Pi
- Yao Lu : Ji Ben (en)
- Ni Dahong : Fu Wan
- Chi Cheng : Xu Chu
- Qu Quancheng : Cao Zhi
- Bao Jianfeng (en) : Lü Bu
- Peng Jingci : Cao Xiu
- Guo Jinfei : Chen Meng
- Tian Ruihui : Mu Yan